# Колобаева, Ирина Васильевна
Ирина Васильевна Колоба́ева (урождённая Киселёва), прозвище Аринушка (1840, с. Александровское Воронежская губерния, ныне село Александровка в Таловском районе Воронежской области — 1914, там же) — русская певица-умелица, причетница, исполнительница старинных воронежских песен. В 1911-14 Аринушка и её дочери Дуняша и Маняша с огромным успехом выступали в концертах М. Е. Пятницкого.

## Биография
Из крестьян. Всю жизнь прожила в родном селе Александровское.
В 1910 её земляк M. E. Пятницкий записал на малой родине более 100 народных песен и обратил внимание на исполнение 70-летней Ирины Васильевны. Исполнительницу и её двух дочерей Дуняша и Маняша M. E. Пятницкий записал на фонограф (песни «Тушите лучинушку», «Жавороночек», «Туманушки», «От чего вот этот камень зарождается», «Сторона моя, сторонушка» и другие), организовал концерты в Москве. Исполнением воронежских исполнительниц восхищались Шаляпин и Рахманинов.
Ирина Маслова, художественный руководитель народного вокального ансамбля «Анастасия»:

«У Аринушки был от рождения очень хороший музыкальный слух, она владела своим голосом как никто не мог научить, то есть, ей природа дала и звучание голоса, то есть, она и низы, и верхи брала и сам тембр голоса у неё был неповторимый».

М. Е. Пятницкий: «…семидесятилетняя старушка Аринушка, которая, не смотря на свои преклонные годы, великолепно передает народные песни и знает много былин».
Клавдия Ольховская, правнучка Аринушки Колобаевой: «Пятницкий ходил к ним домой, дома с ними репетиции делал. Сперва никуда, а потом повёз в Москву их. Им заплатили и хорошо заплатили, сколько, конечно, я не буду это, но они приехали оттуда и построили себе по хатёнке».
Скончалась в апреле 1914 года на 74 году жизни, похоронена в Александровке.
На её похоронах дочери исполняли старинные причитания. М. Е. Пятницкий: «Умирают наши Аринушки и Ивановичи, а с ними умирает и прекрасная старинная песня».
Память
В 1964 году в Александровке отмечалось 100-летие со дня рождения М. Е. Пятницкого. На торжество прибыл хор имени Пятницкого, и до начала официальных празднеств, побывали на могиле И. В. Колобаевой. Почтили память народной певицы исполнив любимую песню Арины «Соловей-соловьюшка».